# Malo (azienda)
Malo è un marchio italiano di cashmere, nato a Firenze nel 1972 per iniziativa di due fratelli Alfredo Canessa e Giacomo Canessa, imprenditori. Malo è un marchio del Made in Italy. Le sue collezioni sono stagionali e distribuite attraverso una rete commerciale che comprende negozi diretti Malo, negozi multimarca e department stores selezionati, in diverse parti del mondo.

## Storia
Nel 1972 nasce a Firenze Malo Tricot srl, poi Malo, su iniziativa di due fratelli genovesi, Giacomo e Alfredo Canessa.
Nel 1973 l'azienda si trasferisce nella provincia di Firenze, a Campi Bisenzio, dove inizia le sue produzioni di maglieria di cashmere.
Tra gli anni ‘70-80 l'azienda si afferma progressivamente sul territorio nazionale. Nel 1980 Malo Tricot srl diventa Malo Spa; l'azienda esce dai confini regionali ed apre uno showroom a Milano.
Nel 1984 il brand Malo diventa internazionale. Nasce a New York la Malo Usa Inc., società che si occupa della distribuzione dei prodotti di maglieria per il territorio del Nord America.
Nel 1988 Malo Spa inizia la sua campagna di espansione acquisendo il maglificio Valley Spa di Alessandria e l'Abor srl di Piacenza.
Nel 1989 Malo Spa cambia ragione sociale e diventa Mac (Manifatture Associate Cashmere).
Dal '90 in poi la strategia aziendale Mac punta all'incremento dell'export, attraverso l'apertura di filiali commerciali in mercati strategici (New York, Düsseldorf, Parigi, Tokyo), e alla crescita di flagship store, per promuovere l'immagine del brand, in diverse città del mondo.
Nel 1994 Mac annuncia l'acquisizione della concorrente nazionale Mgm Malima.
Nel 1999 Malo entra a far parte del gruppo molisano Ittierre (Gruppo It Holding), dove rimane fino alla sua cessione a seguito del crack finanziario della Holding.
Nell'ottobre 2010 viene acquisita dalla società Evanthe del Gruppo Italiano Exa srl.
A marzo 2013 viene annunciata la chiusura dei 2 stabilimenti produttivi di Borgonovo Val Tidone (Piacenza), successivamente ritirata con il temporaneo ricorso agli ammortizzatori sociali.
Ad agosto 2014 Malo viene acquisita da Quadro Capital Partners Found.
A gennaio 2015 Giacomo Canessa, fondatore dell'azienda nel 1972, ritorna alla guida di MALO con il ruolo di Consigliere Delegato, carica che ricoprira' sino a giugno 2017.
A settembre 2015, dopo l'apertura di un nuovo negozio a Saint-Tropez, vengono inaugurate due nuove boutique a Mosca, prima tappa di un progetto di ampliamento della rete retail in Europa e nel mondo.
Nel settembre 2018 l'Azienda viene acquisita da un gruppo di imprenditori italiani composto da Walter Maiocchi e Luigino Belloni con l'obiettivo di rilanciare il marchio dopo un periodo di crisi aziendale. La società ritorna in campo italiano e continua a progettare e produrre le proprie collezioni nei siti produttivi di Campi Bisenzio e Borgonovo Val Tidone. I negozi a gestione diretta sono localizzati a Milano, Roma, Forte dei Marmi, Porto Cervo, Porto Rotondo. Il progetto di sviluppo del marchio prevede investimenti all'estero basati sulla qualità del Made in Italy e sulla ricercatezza dell'hand made.

## Il polo italiano del cashmere
Nel 1994 l'azienda Malo dei fratelli Alfredo e Giacomo Canessa annuncia l'acquisizione del 100% della concorrente Mgm Malima, dell'imprenditore Armando Poggio. Con questa operazione il gruppo Manifatture Associate Cashmere diventa leader nazionale nella produzione del cashmere.

## La produzione
Il cashmere di produzione Malo proviene dalla Mongolia. Il duvet diventa cashmere dopo la filatura e la tintura nei laboratori italiani. Il processo finale è la tessitura, realizzata con telai tradizionali a mano e con macchinari d'avanguardia. L'azienda produce capi di maglieria cashmere all'interno dei suoi stabilimenti di lavorazione di Firenze e Piacenza. Accanto alla collezione uomo-donna incentrata sull'alta maglieria, Malo consolida nel corso del tempo nuove linee di prodotto che includono la pelletteria, le calzature, l'homewear e la linea bimbo.

## Le sfilate
Nel 2006 per l'esordio in passerella Malo sceglie New York. La collezione autunno-inverno disegnata da Fabio Piras sfila durante la Fashion week, la Settimana della moda di New York. Seguiranno le collezioni dei designers di moda Roberto Rimondi, Alessandro Dell'Acqua, Hamish Morrow, Saverio Palatella e Guglielmo Capone.

## Sedi Malo
La sede istituzionale Malo è a Campi Bisenzio, nella provincia di Firenze, dove si trovano la direzione, lo studio stilistico e quello di progettazione, oltre ai reparti di produzione di alcuni modelli, al reparto controllo qualità, i magazzini e la logistica. Lo stabilimento produttivo è a Borgonovo Val Tidone (PC) dove vengono prodotti la maggior parte dei capi in cashmere. Le presentazioni del prêt-à-porter si svolgono presso lo showroom di Milano. Il marchio Malo è presente in 5 Paesi europei (Italia, Francia, Germania, Principato di Monaco, Spagna) negli USA, in Cina, Giappone e Corea.